# Konstantin Nikolajewitsch Rudnew
Konstantin Nikolajewitsch Rudnew (russisch Константин Николаевич Руднев; * 9. Junijul. / 22. Juni 1911greg. in Tula, Gouvernement Tula, Russisches Kaiserreich; † 13. August 1980 in Moskau) war ein sowjetischer Politiker der Kommunistischen Partei der Sowjetunion (KPdSU), der unter anderem zwischen 1958 und 1961 Vorsitzender des Staatlichen Komitees für Verteidigungstechnologie sowie von 1961 bis 1965 Stellvertretender Vorsitzender des Ministerrates der UdSSR und zugleich in Personalunion Vorsitzender des Staatskomitees für die Koordinierung der wissenschaftlich-technischen Forschungsarbeit war. Als solcher war er unter anderem zuständig für die Programme zu Planung, Entwicklung und Betrieb der Raumschiffe Wostok und Wostok 1. Zuletzt fungierte er von 1965 bis zu seinem Tode 1980 als Minister für Instrumentenbau, Automatisierung und Kontrollsysteme.

## Leben
Konstantin Nikolajewitsch Rudnew absolvierte ein Studium am Mechanischen Institut Tula und war nach dessen Abschluss dort von 1935 bis 1940 als Entwicklungsingenieur, stellvertretender Leiter der Testabteilung, Leiter der Entwicklungsabteilung, Chefingenieur sowie stellvertretender Leiter der Zentralen Entwicklungsabteilung in verschiedenen technischen und administrativen Positionen tätig. Im Anschluss war er während des Zweiten Weltkrieges zwischen 1940 und 1943 zunächst als Chefingenieur sowie anschließend von 1943 bis 1947 als Direktor des Rüstungsbetriebes Tulaer Waffenwerk ТОЗ (Tulski Oruscheiny Sawod) tätig und wurde in dieser Zeit 1941 auch Mitglied der Kommunistischen Allunions-Partei (Bolschewiki) (WKP(B)). Er war zwischen 1947 und 1948 Direktor des Wissenschaftlichen Forschungsinstituts Nr. 61 des Rüstungsministeriums, von 1948 bis zum 15. August 1950 Leiter der V. Hauptdirektion sowie zwischen dem 15. August 1950 und dem 15. Mai 1952 Direktor des Forschungsinstituts Nr. 88 dieses Ministeriums. Er fungierte vom 15. Mai 1952 bis März 1953 erst als stellvertretender Rüstungsminister sowie im Anschluss zwischen März 1953 und 1957 als stellvertretender Minister für Verteidigungsindustrie der UdSSR. Im Januar 1958 wurde er stellvertretender Vorsitzender des Staatlichen Komitees für Verteidigungsausrüstung des Ministerrates und hatte diese Funktion bis zum 27. März 1958.
Rudnew übernahm am 27. März 1958 von Alexander Wassiljewitsch Domratschow den Posten als Vorsitzender des Staatskomitees für Verteidigungstechnologie beim Ministerrat der UdSSR und hatte dieses Amt im Range eines Ministers bis zum 10. Juni 1961, woraufhin Leonid Wassiljewitsch Smirnow seine Nachfolge antrat. Im Anschluss übernahm er zwischen dem 10. Juni 1961 und dem 2. Oktober 1965 die Posten als Stellvertretender Vorsitzender des Ministerrats sowie als Nachfolger von Michail Wassiljewitsch Chrunitschew zeitgleich in Personalunion als Vorsitzender des Staatskomitees des Ministerrats der UdSSR für die Koordinierung der wissenschaftlichen Forschungsarbeit und hatte diese Funktion bis zu seiner Ablösung durch Wladimir Alexejewitsch Kirillin am 2. Oktober 1965 inne. Als solcher war er unter anderem zuständig für die Programme zu Planung, Entwicklung und Betrieb der Raumschiffe Wostok und Wostok 1. Wostok 1 war der erste bemannte Weltraumflug und zugleich der erste bemannte Orbitalflug. Mit dem sowjetischen Kosmonauten Juri Gagarin gelangte am 12. April 1961 erstmals ein Mensch über die international anerkannte Grenzhöhe von 100 Kilometern. 
Auf dem XXII. Parteitag der KPdSU wurde Konstantin Rudnew am 31. Oktober 1961 zum  des Zentralkomitees (ZK) der Kommunistischen Partei der Sowjetunion (KPdSU) und gehörte diesem Führungsgremium nach seinen Wiederwahlen auf den darauf folgenden Parteitagen der KPdSU bis zu seinem Tode am 13. August 1980 an. Am 2. Oktober 1961 übernahm er im Ministerrat den neu geschaffenen Posten als Minister für Instrumentenbau, Automatisierung und Kontrollsysteme und hatte auch dieses Amt bis zu seinem Tode 1980 inne, woraufhin Michail Sergejewitsch Schkabardnja am 10. September 1980 neuer Minister wurde. Er war außerdem von der sechsten bis Ende der neunten Legislaturperiode (1962 bis 1979) Deputierter des Obersten Sowjets der UdSSR.
Für seine Verdienste wurde Rudnew am 28. April 1961 Held der sozialistischen Arbeit und erhielt darüber hinaus unter anderem sechs Mal den Leninorden, den Orden der Oktoberrevolution, den Orden des Vaterländischen Krieges 2. Klasse sowie zwei Mal den Orden des Roten Banners der Arbeit.

## Hintergrundliteratur
- Evan Mawdsley, Stephen White: The Soviet Elite from Lenin to Gorbachev: The Central Committee and its Members 1917–1991, Oxford, Oxford University Press, 2000, ISBN 978-0-19159-9-842
- Benjamin Peters: How Not to Network a Nation: The Uneasy History of the Soviet Internet, Cambridge, MIT Press 2016, ISBN 978-0-26233-4-198